# Tênis de mesa nos Jogos Pan-Americanos de 2019 - Duplas femininas
A competição das duplas femininas foi um dos eventos do tênis de mesa nos Jogos Pan-Americanos de 2019, em Lima. Foi disputada de 4 a 6 de agosto na Villa Deportiva Nacional, em Callao.

## Medalhistas
| Ouro   | PUR Adriana Díaz e Melanie Díaz                                 |
| Prata  | USA Jennifer Wu e Lili Zhang                                    |
| Bronze | CAN Alicia Côté e Zhang Mo BRA Bruna Takahashi e Jessica Yamada |

## Resultados

### Chaveamento
| Primeira rodada 4 de agosto 12:00 | Primeira rodada 4 de agosto 12:00          | Primeira rodada 4 de agosto 12:00 | Primeira rodada 4 de agosto 12:00 | Primeira rodada 4 de agosto 12:00 | Primeira rodada 4 de agosto 12:00 | Primeira rodada 4 de agosto 12:00 | Primeira rodada 4 de agosto 12:00 | Primeira rodada 4 de agosto 12:00 |  |  | Quartas-de-final 4 de agosto 19:00 | Quartas-de-final 4 de agosto 19:00         | Quartas-de-final 4 de agosto 19:00 | Quartas-de-final 4 de agosto 19:00 | Quartas-de-final 4 de agosto 19:00 | Quartas-de-final 4 de agosto 19:00 | Quartas-de-final 4 de agosto 19:00 | Quartas-de-final 4 de agosto 19:00 | Quartas-de-final 4 de agosto 19:00 |  |  | Semifinais 5 de agosto 18:15 | Semifinais 5 de agosto 18:15               | Semifinais 5 de agosto 18:15 | Semifinais 5 de agosto 18:15 | Semifinais 5 de agosto 18:15 | Semifinais 5 de agosto 18:15 | Semifinais 5 de agosto 18:15 | Semifinais 5 de agosto 18:15 | Semifinais 5 de agosto 18:15 |  |  | Final 6 de agosto | Final 6 de agosto                     | Final 6 de agosto | Final 6 de agosto | Final 6 de agosto | Final 6 de agosto | Final 6 de agosto | Final 6 de agosto | Final 6 de agosto |
|                                   |                                            |                                   |                                   |                                   |                                   |                                   |                                   |                                   |  |  |                                    |                                            |                                    |                                    |                                    |                                    |                                    |                                    |                                    |  |  |                              |                                            |                              |                              |                              |                              |                              |                              |                              |  |  |                   |                                       |                   |                   |                   |                   |                   |                   |                   |
|                                   |                                            |                                   |                                   |                                   |                                   |                                   |                                   |                                   |  |  |                                    |                                            |                                    |                                    |                                    |                                    |                                    |                                    |                                    |  |  |                              |                                            |                              |                              |                              |                              |                              |                              |                              |  |  |                   |                                       |                   |                   |                   |                   |                   |                   |                   |
|                                   |                                            |                                   |                                   |                                   |                                   |                                   |                                   |                                   |  |  |                                    | Jennifer Wu (USA) Lily Zhang (USA)         | 12                                 | 13                                 | 15                                 | 14                                 |                                    |                                    |                                    |  |  |                              |                                            |                              |                              |                              |                              |                              |                              |                              |  |  |                   |                                       |                   |                   |                   |                   |                   |                   |                   |
|                                   | Clio Barcenas (MEX) Yadira Silva (MEX)     | 13                                | 7                                 | 11                                | 11                                | 11                                |                                   |                                   |  |  |                                    | Clio Barcenas (MEX) Yadira Silva (MEX)     | 10                                 | 11                                 | 13                                 | 12                                 |                                    |                                    |                                    |  |  |                              |                                            |                              |                              |                              |                              |                              |                              |                              |  |  |                   |                                       |                   |                   |                   |                   |                   |                   |                   |
|                                   | Paula Medina (COL) María Perdomo (COL)     | 11                                | 11                                | 5                                 | 6                                 | 9                                 |                                   |                                   |  |  |                                    |                                            |                                    |                                    |                                    |                                    |                                    |                                    |                                    |  |  |                              | Jennifer Wu (USA) Lily Zhang (USA)         | 11                           | 11                           | 8                            | 11                           | 12                           |                              |                              |  |  |                   |                                       |                   |                   |                   |                   |                   |                   |                   |
|                                   | Daniela Ortega (CHI) Paulina Vega (CHI)    | 3                                 | 11                                | 11                                | 10                                | 11                                | 10                                | 13                                |  |  |                                    |                                            |                                    |                                    |                                    |                                    |                                    |                                    |                                    |  |  |                              | Alicia Côté (CAN) Zhang Mo (CAN)           | 3                            | 6                            | 11                           | 2                            | 10                           |                              |                              |  |  |                   |                                       |                   |                   |                   |                   |                   |                   |                   |
|                                   | Daniela Fonseca (CUB) Idalys Lovet (CUB)   | 11                                | 7                                 | 5                                 | 12                                | 6                                 | 12                                | 11                                |  |  |                                    | Daniela Ortega (CHI) Paulina Vega (CHI)    | 15                                 | 7                                  | 5                                  | 9                                  | 3                                  |                                    |                                    |  |  |                              |                                            |                              |                              |                              |                              |                              |                              |                              |  |  |                   |                                       |                   |                   |                   |                   |                   |                   |                   |
|                                   | Lucía Cordero (GUA) Mabelyn Enriquez (GUA) | 6                                 | 11                                | 7                                 | 8                                 | 11                                |                                   |                                   |  |  |                                    | Alicia Côté (CAN) Zhang Mo (CAN)           | 13                                 | 11                                 | 11                                 | 11                                 | 11                                 |                                    |                                    |  |  |                              |                                            |                              |                              |                              |                              |                              |                              |                              |  |  |                   |                                       |                   |                   |                   |                   |                   |                   |                   |
|                                   | Alicia Côté (CAN) Zhang Mo (CAN)           | 11                                | 7                                 | 11                                | 11                                | 13                                |                                   |                                   |  |  |                                    |                                            |                                    |                                    |                                    |                                    |                                    |                                    |                                    |  |  |                              |                                            |                              |                              |                              |                              |                              |                              |                              |  |  |                   | Jennifer Wu (USA) Lily Zhang (USA)    | 11                | 8                 | 12                | 7                 | 11                | 8                 | 7                 |
|                                   |                                            |                                   |                                   |                                   |                                   |                                   |                                   |                                   |  |  |                                    |                                            |                                    |                                    |                                    |                                    |                                    |                                    |                                    |  |  |                              |                                            |                              |                              |                              |                              |                              |                              |                              |  |  |                   | Adriana Díaz (PUR) Melanie Díaz (PUR) | 7                 | 11                | 10                | 11                | 6                 | 11                | 11                |
|                                   |                                            |                                   |                                   |                                   |                                   |                                   |                                   |                                   |  |  |                                    | Bruna Takahashi (BRA) Jessica Yamada (BRA) | 11                                 | 11                                 | 11                                 | 17                                 | 11                                 |                                    |                                    |  |  |                              |                                            |                              |                              |                              |                              |                              |                              |                              |  |  |                   |                                       |                   |                   |                   |                   |                   |                   |                   |
|                                   | Angela Mori (PER) Francesca Vargas (PER)   | 9                                 | 5                                 | 17                                | 4                                 | 6                                 |                                   |                                   |  |  |                                    | Esmerlyn Castro (DOM) Yasiris Ortiz (DOM)  | 9                                  | 8                                  | 4                                  | 19                                 | 9                                  |                                    |                                    |  |  |                              |                                            |                              |                              |                              |                              |                              |                              |                              |  |  |                   |                                       |                   |                   |                   |                   |                   |                   |                   |
|                                   | Esmerlyn Castro (DOM) Yasiris Ortiz (DOM)  | 11                                | 11                                | 15                                | 11                                | 11                                |                                   |                                   |  |  |                                    |                                            |                                    |                                    |                                    |                                    |                                    |                                    |                                    |  |  |                              | Bruna Takahashi (BRA) Jessica Yamada (BRA) | 7                            | 11                           | 12                           | 8                            | 3                            | 6                            |                              |  |  |                   |                                       |                   |                   |                   |                   |                   |                   |                   |
|                                   | Camila Argüelles (ARG) Ana Codina (ARG)    | 11                                | 12                                | 11                                | 9                                 | 11                                |                                   |                                   |  |  |                                    |                                            |                                    |                                    |                                    |                                    |                                    |                                    |                                    |  |  |                              | Adriana Díaz (PUR) Melanie Díaz (PUR)      | 11                           | 6                            | 10                           | 11                           | 11                           | 11                           |                              |  |  |                   |                                       |                   |                   |                   |                   |                   |                   |                   |
|                                   | Nathaly Paredes (ECU) Mylena Plaza (ECU)   | 4                                 | 10                                | 5                                 | 11                                | 6                                 |                                   |                                   |  |  |                                    | Camila Argüelles (ARG) Ana Codina (ARG)    | 11                                 | 8                                  | 6                                  | 4                                  | 8                                  |                                    |                                    |  |  |                              |                                            |                              |                              |                              |                              |                              |                              |                              |  |  |                   |                                       |                   |                   |                   |                   |                   |                   |                   |
|                                   |                                            |                                   |                                   |                                   |                                   |                                   |                                   |                                   |  |  |                                    | Adriana Díaz (PUR) Melanie Díaz (PUR)      | 9                                  | 11                                 | 11                                 | 11                                 | 11                                 |                                    |                                    |  |  |                              |                                            |                              |                              |                              |                              |                              |                              |                              |  |  |                   |                                       |                   |                   |                   |                   |                   |                   |                   |
|                                   |                                            |                                   |                                   |                                   |                                   |                                   |                                   |                                   |  |  |                                    |                                            |                                    |                                    |                                    |                                    |                                    |                                    |                                    |  |  |                              |                                            |                              |                              |                              |                              |                              |                              |                              |  |  |                   |                                       |                   |                   |                   |                   |                   |                   |                   |